# Har Gobind Khorana
Har Gobind Khorana (Kolkata, Raj británico, (parte occidental, actualmente parte de Kolkata, India), 9 de enero de 1922-Baltimore, Estados Unidos, Massachusetts, Estados Unidos de América, 9 de noviembre de 2011) fue un biólogo molecular indo-estadounidense de ascendencia bengalí nacido en la parte pakistaní del desaparecido Raj británico (entidad territorial que agrupaba a los actuales países de India, Pakistán y Bangladesh).
Fue galardonado con el Premio Nobel de Fisiología o Medicina (compartido con Robert W. Holley y Marshall Warren Nirenberg) en 1968 por su trabajo en la interpretación del código genético y su función en la Síntesis proteica. Se convirtió en ciudadano naturalizado de Estados Unidos en 1966 y vivió durante mucho tiempo en Cambridge, Massachusetts, Estados Unidos trabajando en la Facultad de Química del MIT.

## Primeros años y educación

Región del Punyab, sitio donde habitan los panyabíes y también es la región donde Khorana nació.

Khorana nació el 9 de enero de 1922 en la pequeña ciudad de Kolkata durante la existencia del Raj británico. Su padre fue "patwari" del pueblo, un recolector de impuestos oficial, él lo envió a la escuela primaria, y  luego estudió en la D.A.V. Multan High School. Obtuvo su B.Sc. en la Punjab University, Lahore, en 1943 y su M.Sc en la Punjab University en 1945. En 1945, empezó a estudiar en la Universidad de Liverpool. Después de obtener su doctorado en 1948, continuó con sus estudios postdoctorales en Zúrich (1948-49). Posteriormente, pasó dos años en Cambridge, en los que se inició su interés en las proteínas y ácidos nucleicos. En 1952 fue a la Universidad de la Columbia Británica, Vancouver y en 1960 se trasladó a la Universidad de Wisconsin-Madison. Se convirtió en Profesor de Biología y Química en el Massachusetts Institute of Technology donde continuó su trabajo hasta 2007, año de su jubilación. Falleció el 9 de noviembre de 2011, a los 89 años de edad, por causas naturales, en su casa de Concord (Massachusetts), pueblo al que se había trasladado junto con su familia.

## Familia
Khorana se casó en 1952 con Esther Elizabeth Sibler, de origen suizo. Tuvieron tres hijos: Julia Elizabeth (n. 4 de mayo, de 1953), Emily Anne (n. 18 de octubre de 1954) y Dave Roy (n. 26 de julio de 1958). En el momento de su muerte era viudo y su hija Emily Anne ya había fallecido;  sobrevivieron su hija Julia Elizabeth y su hijo Dave Roy.